# Pero indistincta
Pero indistincta är en fjärilsart som beskrevs av W. Warren 1908. Pero indistincta ingår i släktet Pero och familjen mätare. Inga underarter finns listade i Catalogue of Life.